# Loboptera maroccana
Loboptera maroccana är en kackerlacksart som beskrevs av Bolívar 1894. Loboptera maroccana ingår i släktet Loboptera och familjen småkackerlackor.
Artens utbredningsområde är Marocko. Inga underarter finns listade i Catalogue of Life.